# Nuevo Juan del Grijalva
Nuevo Juan del Grijalva är en ort i Mexiko.   Den ligger i kommunen Ostuacán och delstaten Chiapas, i den sydöstra delen av landet, 600 km öster om huvudstaden Mexico City. Nuevo Juan del Grijalva ligger 286 meter över havet och antalet invånare är 1 598.
Terrängen runt Nuevo Juan del Grijalva är lite kuperad, och sluttar västerut. Runt Nuevo Juan del Grijalva är det ganska glesbefolkat, med 25 invånare per kvadratkilometer. Närmaste större samhälle är Ostuacán, 4,4 km sydost om Nuevo Juan del Grijalva. I omgivningarna runt Nuevo Juan del Grijalva växer huvudsakligen savannskog.